# Hilarri
Hilarri (baskisch: hil = „Tod“ und harri = „Stein“) ist die baskische Bezeichnung für eine in der Regel künstlerisch zweigeteilte, aufrecht stehende und im oberen Bereich meist scheibenförmige Grabstele (französisch stèle discoïdale; spanisch estela discoidal). 

## Datierung
Nur wenige der älteren – und nahezu immer namenlosen – Stelen tragen eine Jahreszahl; die ältesten datierten Stelen stammen aus dem 16. und 17. Jahrhundert. Man muss jedoch davon ausgehen, dass einige der Stelen mehrere Jahrhunderte älter sind und im Hochmittelalter entstanden.

## Aufbau
Die Grabstelen sind immer aus einem einzigen Stein gefertigt (monolithisch), bestehen in der Regel aber aus zwei Teilen – einem trapezförmigen Unterbau und einem runden Scheibenaufsatz. Nur in wenigen Fällen sind beide Teile – also auch der Unterbau – ornamentiert; durchbrochene Exemplare sind nicht bekannt.

## Orientierung
Früher scheinen die am Kopfende des Grabes aufgestellten und nur einseitig ornamentierten Stelen allesamt in Richtung Osten, d. h. in Richtung der aufgehenden Sonne, orientiert gewesen zu sein. Da aber die meisten Grabstelen nicht mehr an ihrem ursprünglichen Aufstellungsort stehen, ist die Gesamtsituation unklar.

## Ornamente

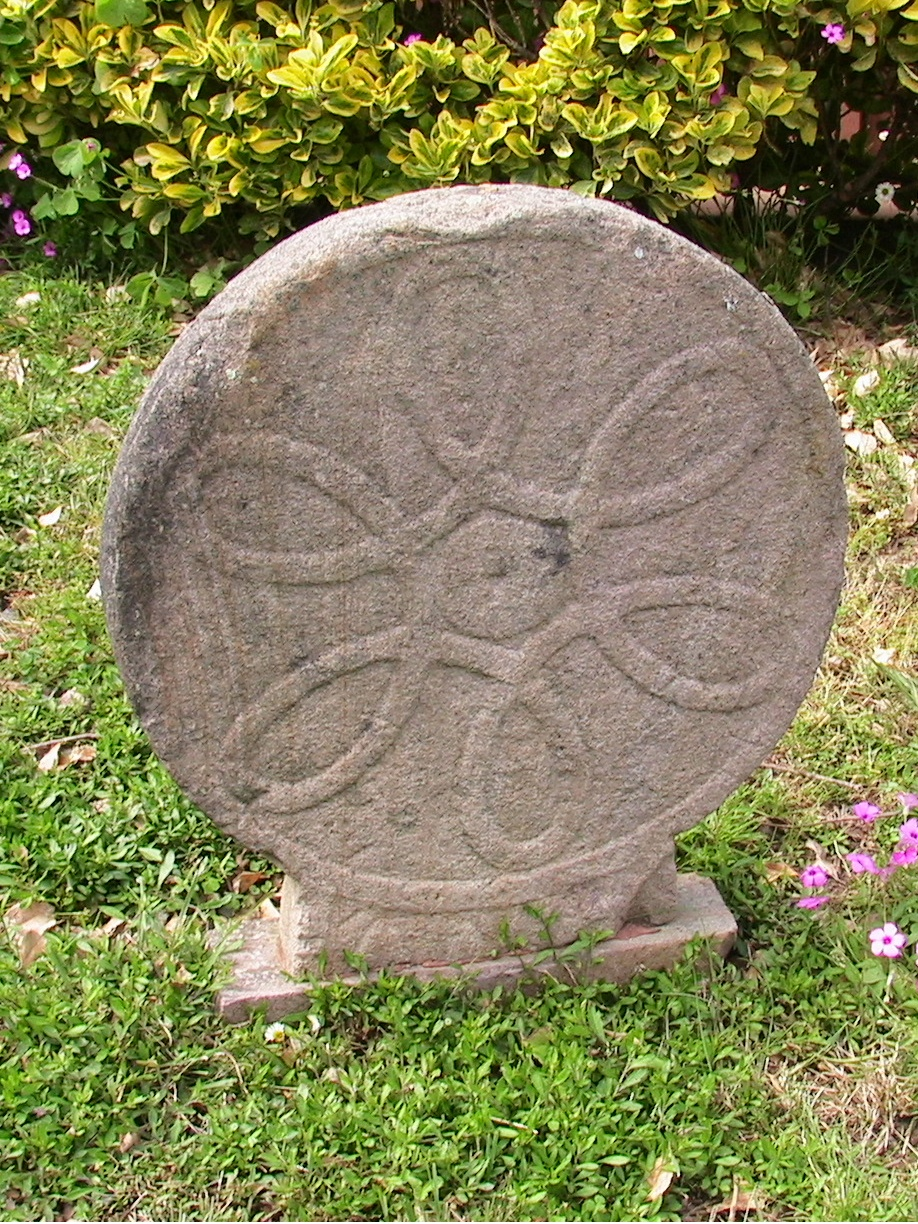
Grabstele in Bidarray

Grundsätzlich ist zu bemerken, dass keine der älteren Grabstelen mit figürlichen oder vegetabilischen Motiven geschmückt ist. Dagegen zeigen die älteren Stelen einige – sich häufig wiederholende – abstrakte Ornamente, die allesamt als Flachrelief gearbeitet sind:
- Kreuze – oft in der Form des Tatzenkreuzes; komplizierte und zusammengesetzte Kreuzformen sind häufig, einfache geradlinige Kreuze sind eher selten.
- Swastika-Kreuze bzw. -räder – immer in der Form des Lauburu (baskisch: „vier Köpfe“), eines links- oder rechtsdrehenden Blattkreuzes. In seltenen Fällen sind auch sechs oder acht Blätter bzw. Köpfe möglich.
- Blattrosetten – meist mit sechs Blättern
- Speichenräder – meist mit sechs Speichen
- Zacken- oder Strahlenmuster
- konzentrische Kreise; Spiralmotive kommen dagegen nicht vor

## Symbolik
Die ursprünglich vielleicht vorhandene Symbolik der Stelen ist kaum noch zu ermitteln. In ihrer Silhouette (trapezförmiger Unterbau und runder Aufsatz) erinnern sie entfernt an einen menschlichen Körper mit Rumpf und Kopf. Die oft von einem Zackenkranz eingerahmte Rundscheibe wird jedoch von vielen Forschern mit der Sonne assoziiert.
Man muss aber darauf hinweisen, dass sich in antiken Bodenmosaiken – mit Ausnahme einiger Kreuzformen – nicht selten ähnliche Motive finden. Daraus könnte man schließen, dass eine Symbolik der Einzelformen gar nicht (mehr) existierte, sondern der Wunsch nach einem abstrakt-dekorativen Schmuck im Vordergrund stand.
Die Ostorientierung der Gräber und der Stelen, also in Richtung der aufgehenden Sonne, könnte mit dem uralten Gedanken der Wiedergeburt bzw. der Auferstehung in Verbindung stehen.

## Sonstiges
Die Existenz einiger weniger Rechteckstelen darf nicht unerwähnt bleiben. Darüber hinaus ist zu erwähnen, dass auch in anderen Gebieten Südwesteuropas (z. B. in Baraigne oder in La Couvertoirade, Südfrankreich, oder in Bordejé bei Coscurita, Nordspanien) ähnliche – nicht durchbrochene – Grabstelen zu finden sind.

## Galerie

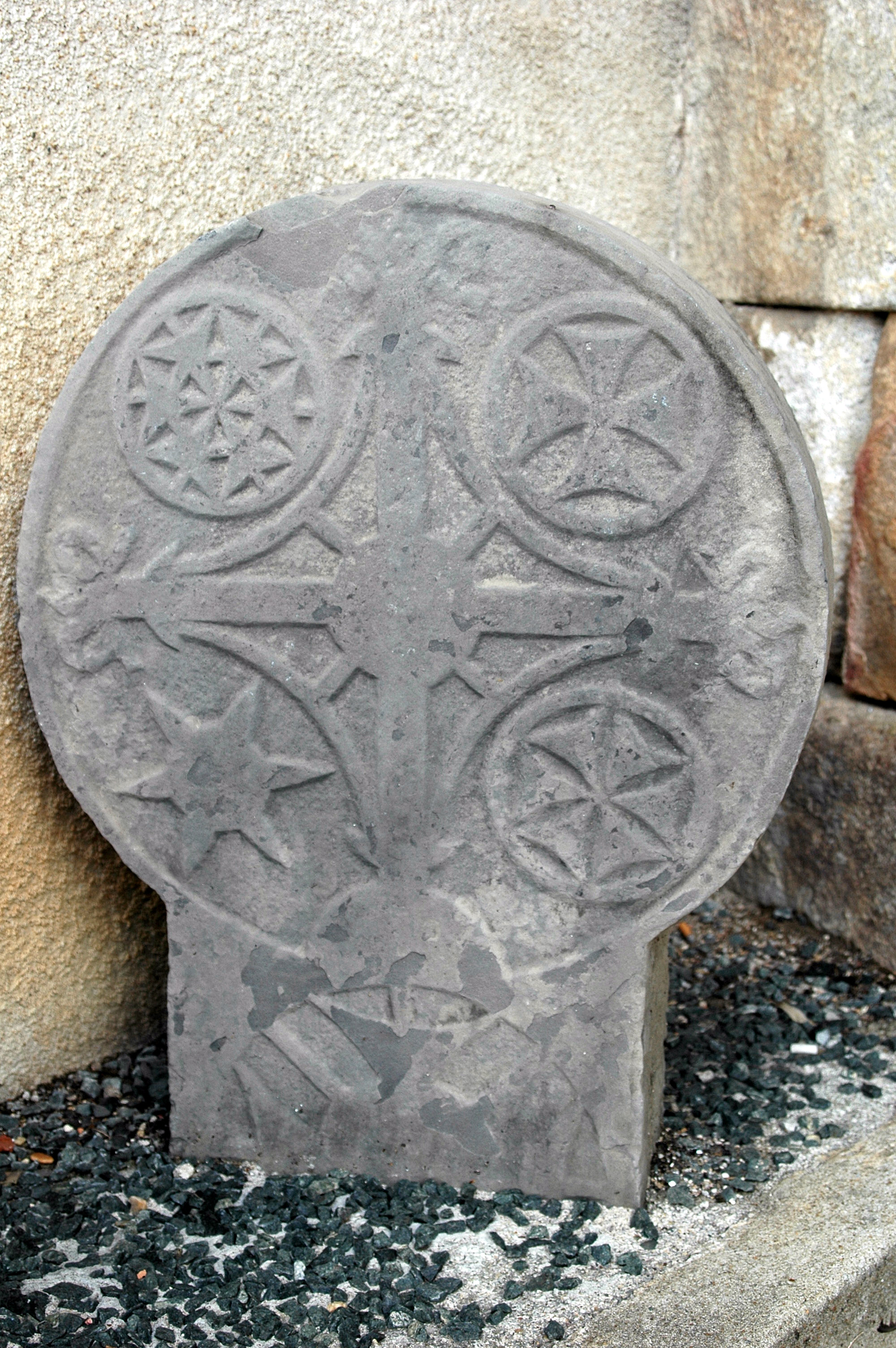
Louhossoa
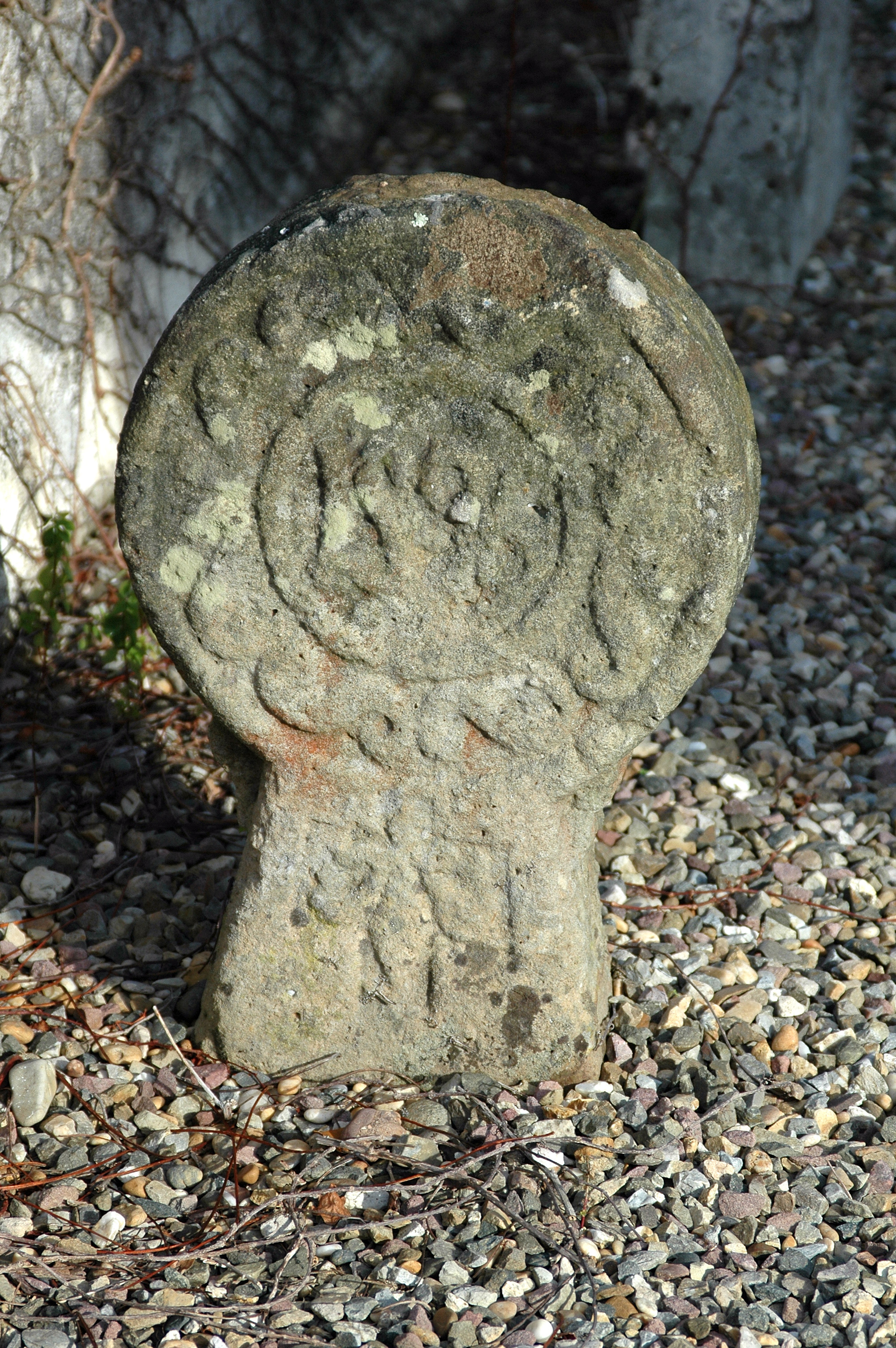
Jatxou (1596?)
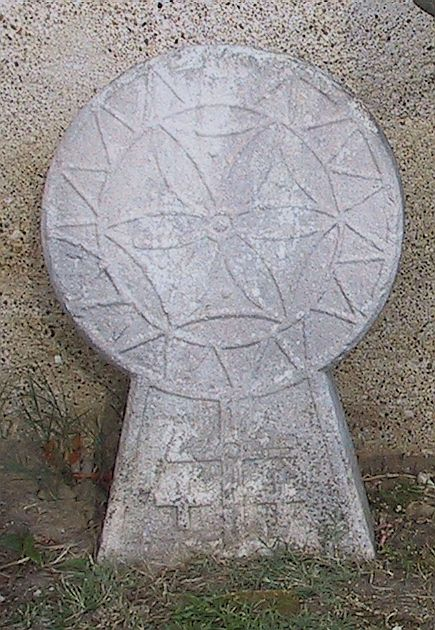
Mouguerre
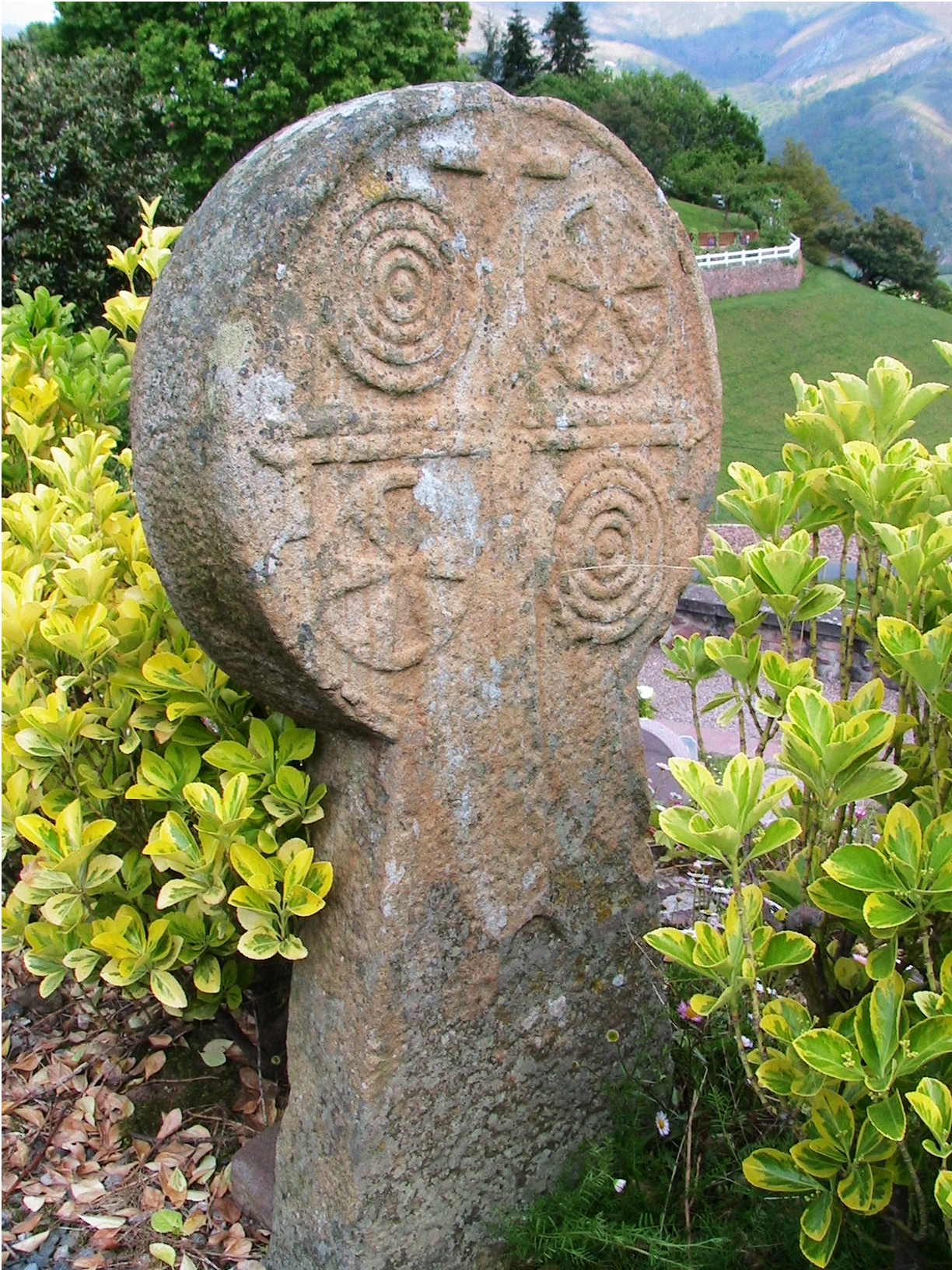
Bidarray
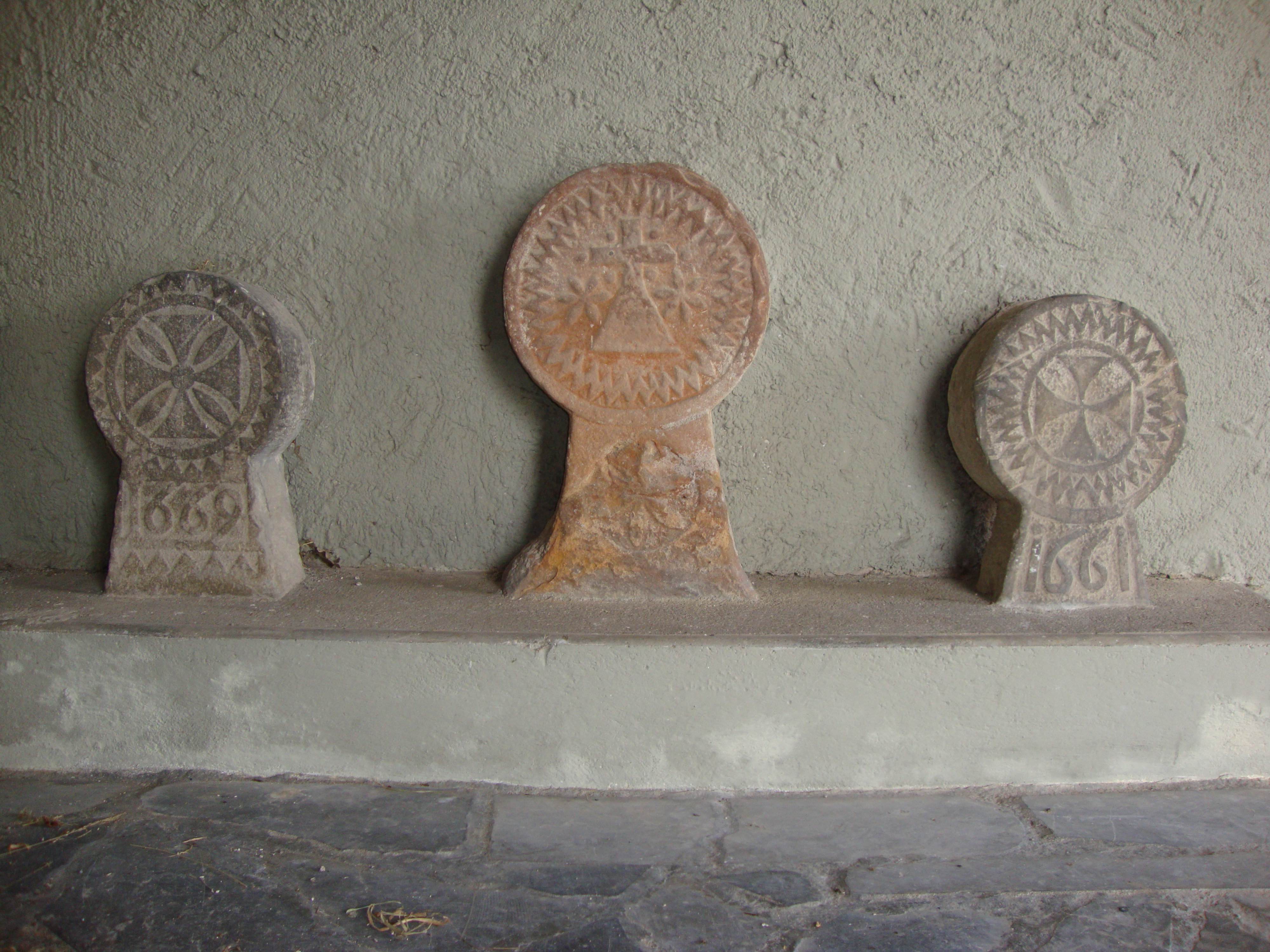
Espès (1669 / 1661)